# チャンダー・サーヒブ
チャンダー・サーヒブ（Chanda　Sahib,　生年不詳 – 1752年6月12日）は、南インドの対立カルナータカ太守（在位：1749年 – 1752年）。本名はフサイン・ドースト・ハーン（Hussain Dost Khan）といった。

## 生涯

### マドゥライ・ナーヤカ朝の併合
チャンダー・サーヒブは、カルナータカ太守ドースト・アリー・ハーンの娘婿であり、またその代理人でもあった。
1734年、マドゥライ・ナーヤカ朝で内乱が起きた際、カルナータカ地方政権は遠征軍を派遣し、チャンダー・サーヒブはこの遠征の総大将であった義理の兄弟サフダル・アリー・ハーンを支えた。このとき、彼らはティルチラーパッリとマドゥライを横切り、ケーララ地方のトラヴァンコール王国を席巻した。
1736年 、マドゥライ・ナーヤカ朝で内乱が起こったため、チャンダー・サーヒブはティルチラーパッリに行き、その女王ミーナークシともに反乱を起こしたバンガル・ティルマライ・ナーヤカを破った。だが、彼はその直後にミーナークシを捕え、自身がマドゥライ・ナーヤカ朝を支配すると宣言した。

### タンジャーヴール・マラーター王国への圧力
さらに、チャンダー・サーヒブはこの勝利に乗じて、同年4月にはタンジャーヴール・マラーター王国の首都タンジャーヴールを包囲し、1739年以降はさらに圧力をかけた。
同年2月、チャンダー・サーヒブはタンジャーヴール・マラーター王シャーフージー2世に対し、フランス東インド会社にカーライッカールを割譲するように要求し、同年4月に拒否されたものの、7月にはこの地を割譲した。
そのため、シャーフージー2世はナーガパッティナムのオランダ東インド会社やセント・デーヴィッド要塞のイギリス東インド会社に接近して助力を求めたが、失敗に終わった。チャンダー・サーヒブはこの企みを知り、タンジャーヴール・マラーター王国は侵攻した。シャーフージー2世はマラーター王国に救援の手紙書いたが間に合わず、首都タンジャーヴールは落とされ、シャーフージー2世を廃位した。
タンジャーヴールはチャンダー・サーヒブの支配下にあったが、1740年になってようやくシャーフージーがマラーター王国に送った援軍要請により、ナーグプルのボーンスレー家が大軍を引き連れてやってきた。その軍勢がカルナータカ太守の領土に侵入すると、チャンダー・サーヒブはその援軍に向かった。
同年5月20日、チャンダー・サーヒブは太守ドースト・アリー・ハーンとともに、ダーマルチェルヴでマラーター軍と戦った（ダーマルチェルヴの戦い）。だが、太守は殺害され、チャンダー・サーヒブは戦場から逃げた。
ドースト・アリー・ハーン殺害後、チャンダー・サーヒブはその息子サフダル・アリー・ハーンとの間で太守位をめぐって争ったが、後者がラグージー・ボーンスレーの支持を得て、11月16日に新太守となった。一方、チャンダー・サーヒブへと逃げ、ティルチラーパッリに籠城したが、1741年初頭にティルチラーパッリ包囲戦で捕虜になり、マラーター王国の首都サーターラーへと送られた。

### カーナティック戦争

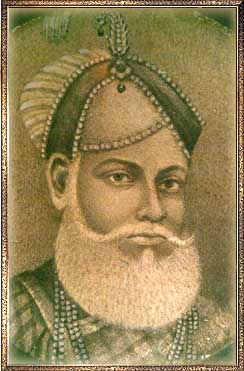
アンワールッディーン・ハーン

1742年10月13日、サフダル・アリー・ハーンは従兄弟ムルタザー・アリー・ハーンに暗殺されたが、ニザームがこれに介入した。これにより、サフダル・アリー・ハーンの幼少の息子サアーダトゥッラー・ハーン2世が太守位を継ぎ、その後見役にホージャ・アブドゥッラー・ハーンが任命された。
また、ニザームとカルナータカ太守の軍勢はティルチラーパッリのマラーター勢力を包囲し、8月29日にこれを占領した（ティルチラーパッリ包囲戦）
だが、1744年3月にホージャ・アブドゥッラー・ハーンが暗殺されると、ニザームの代官アンワールッディーン・ハーンが太守の後見役となった。同年7月にはサアーダトゥッラー・ハーン2世も暗殺され、ナワーヤト朝の直系の血筋が絶えると、アンワールッディーン・ハーンがニザーム王国により新太守に任命され、アンワーリーヤ朝が成立した。
これに激怒したのがナワーヤット家のチャンダー・サーヒブだった。彼はサアーダトゥッラー・ハーン2世の義理の叔父で、ドースト・アリー・ハーンの娘婿である自分こそが新太守にふさわしいと思っていた。彼はフランスのジョゼフ・フランソワ・デュプレクスとチャンダー・サーヒブ、ニザーム王国のムザッファル・ジャングらと結び、太守位を狙った。
そして、1749年8月3日にチャンダー・サーヒブはフランス、ムザッファル・ジャングと連合して、アンワールッディーン・ハーンとアンブールで戦い、これを敗死に追い込んだ（アンブールの戦い）。
アンワールッディーン・ハーン殺害後、その息子ムハンマド・アリー・ハーンが新太守となったが、チャンダー・サーヒブも太守位を宣し、2人の太守が両立するかたちとなった。
ムハンマド・アリー・ハーンはイギリスと結んで、ティルチラーッパッリの城塞に逃げ込み、チャンダー・サーヒブはフランスと結び、第二次カーナティック戦争が勃発した。また、ムハンマド・アリー・ハーンはイギリスのほかにも、ニザーム王国の君主ナーシル・ジャング、マイソール王国、タンジャーヴール・マラーター王国とも同盟した。
1750年4月5日および1751年1月21日には、ムガル帝国の皇帝アーラムギール2世の勅状により、ムハンマド・アリー・ハーンはアンワールッディーン・ハーンの後継者であり、カルナータカ太守であると認められた。他方、チャンダー・サーヒブもムガル帝国の皇帝アフマド・シャーに太守位の叙任を要請している。
1751年から1752年にかけて、チャンダー・サーヒブはフランスの援助のもと、ムハンマド・アリー・ハーンの篭城するティルチラーパッリ要塞を攻めた（ティルチラーパッリ包囲戦）。
だが、チャンダー・サーヒブはこの包囲に兵員の大部分を割き、首都アルコットが手薄となっていたため、1751年12月にアルコットはイギリスのロバート・クライヴに奪われてしまった（アルコットの戦い）。
1752年4月にはチャンダー・サーヒブ自身も敗れ、タンジャーヴール･マラーター王国に援助を求めたが、同年6月12日に裏切られて殺害された。その後、デュプレクスは善戦したものの、1754年8月に戦費の問題から帰還させられ、10月に和議が結ばれ戦争は終結した。
その後、チャンダー・サーヒブの息子レザー・サーヒブはナワーヤト家による太守位の奪還を目指して戦い続け、フランスから軍事的支援を受けた。だが、フランスが第三次カーナティック戦争により敗北したことで、イギリスの南インドにおける優位が決まった。そして、1763年2月に第三次カーナティック戦争と併行して行われた七年戦争とフレンチ・インディアン戦争の講和条約であるパリ条約により、ムハンマド・アリー・ハーンが正式に太守となった。